# Usinaza
Usinaza (łac. Dioecesis Uziansensis) – stolica historycznej diecezji w Cesarstwie Rzymskim, w prowincji Mauretania Caesariensis. Obecnie katolickie biskupstwo tytularne w Algierii. 

## Biskupi tytularni
| Lp. | Biskup                    | Funkcja                                                             | Od               | Do              | Uwagi                              |
| --- | ------------------------- | ------------------------------------------------------------------- | ---------------- | --------------- | ---------------------------------- |
| 1.  | Franz Wolfgang Demont SCJ | wikariusz apostolski Aliwal (Południowa Afryka)                     | 27 stycznia 1936 | 15 czerwca 1964 | zmarł                              |
| 2.  | Roger-Alfred Despatie     | biskup pomocniczy Sault Sainte Marie (Kanada)                       | 20 maja 1968     | 8 lutego 1973   | mianowany biskupem Hearst–Moosonee |
| 3.  | Vittorio Cecchi           | biskup pomocniczy Maceraty (Włochy)                                 | 1 czerwca 1973   | 23 lipca 1998   | zmarł                              |
| 4   | Jean-Luc Brunin           | biskup pomocniczy Lille (Francja)                                   | 20 kwietnia 2000 | 6 maja 2004     | mianowany biskupem Ajaccio         |
| 5   | Pascal Delannoy           | biskup pomocniczy Lille (Francja)                                   | 30 czerwca 2004  | 10 marca 2009   | mianowany biskupem Saint-Denis     |
| 6   | Pierre Gaschy             | emerytowany wikariusz apostolski apostolski Saint Pierre i Miquelon | 19 czerwca 2009  |                 |                                    |